# Arinolus nevadae
Arinolus nevadae är en mångfotingart som beskrevs av Chamberlin 1962. Arinolus nevadae ingår i släktet Arinolus och familjen Atopetholidae. Inga underarter finns listade i Catalogue of Life.